# Engilček (rijeka)
Engilček (kirgiški: Эңилчек) je rijeka u okrugu Ak-Suu u Isjakulskoj oblasti u istočnom Kirgistanu. Rijeka se napaja vodama ledenjaka Engilček u središnjem planinama Tanšan. To je lijeva pritoka rijeke Saryjaz (Aksu u Kini). Duga je 62 km, s površinom porječja od 1,739 km2, a njegov prosječni godišnji protok je 30.0 m3/s.  Jedino naseljeno mjesto na njegovim obalama je rudarsko selo Engilček, blizu ušća u Saryjaz.